# Joan de Colònia
Joan de Colònia OP (c. 1500, Alemanya - † 9 de juliol de 1572, Països Baixos) fou un frare dominic, màrtir i sant de l'Església Catòlica.

## Biografia
El que se'n sap és que va néixer a Alemanya, segurament al territori de l'Electorat de Colònia, que era bon estudiant i que va assistir a la prestigiosa universitat de Colònia. Va entrar a l'Orde de Predicadors a Colònia i va rebre-hi la seva formació, i deu anys després va ordenar-se sacerdot. Després d'acabar els estudis, fou assignat a una parròquia al poble de Hoornaar, als Països Baixos, on va servir durant vint anys.
El 1572, el luteranisme i el calvinisme s'havien estès a través d'una gran part d'Europa. Als Països Baixos això va comportar una lluita entre les dues faccions, en què finalment va guanyar el calvinisme. L'1 d'abril d'aquell any els Mendicants del mar van conquerir Brielle, i més tard Flushing. El juny del mateix any, Dordrecht i Gorinchem també van caure sota el seu poder. Allà van arrestar tot el clergat catòlic i els van mantenir confinats, en un intent d'aconseguir que neguessin les creences catòliques sobre l'eucaristia i la primacia papal.
Quan Joan va assabentar-se de la presó dels clergues a Gorinchem, es va disfressar i els va portar la comunió. En secret, va impartir els sagraments als captius, però finalment fou descobert i també empresonat amb els altres divuit companys. Tots dinou foren tancats a Gorinchem del 26 de juny al 6 de juliol i foren torturats. Mentrestant, una carta de Guillem, príncep d'Orange, ordenava a totes les autoritats que alliberessin els sacerdots i religiosos i que cessessin les tortures. Tanmateix Lumey, el comandant dels Mendicants del mar, els va penjar la nit del 9 de juliol en una presó després de cruels tortures.
L'Església Catòlica venera aquest grup com els Màrtirs de Gorinchem. El grup fou canonitzat pel papa Pius IX el 1867. Les seves restes són honrades en un santuari construït en honor seu a Brielle.